# هامبولت، ایلینوی
هامبولت (به انگلیسی: Humboldt) یک روستا در ایالات متحده آمریکا است که در ایلینوی واقع شده‌است. هامبولت ۰٫۹۰ کیلومتر مربع مساحت و ۴۳۷ نفر جمعیت دارد و ۲۰۰٫۲۶ متر بالاتر از سطح دریا واقع شده‌است.